# Hennessy's
Hennessy's was een Amerikaans warenhuisketen, opgericht door Daniel Hennessy uit Butte, Montana in 1898. Er werden overal in Montana winkels geopend. In de jaren 1970 werd het bedrijf overgenomen door Mercantile Stores en verhuisde het hoofdkantoor naar Billings, Montana. Toen Mercantile Stores in 1998 door Dillard's werd overgenomen, werd de 100 jaar oude naam vervangen door Dillard's.

## Geschiedenis
De geschiedenis van Hennessy begon toen Marcus Daly, een machtige zakenman uit Butte, Montana, ruzie kreeg met zijn zakenpartner A.B. Hammond uit Missoula, Montana. Daly besloot dat Butte een winkel nodig had die kon concurreren met Hammond's Missoula Mercantile om goederen te verkopen aan mijnwerkers in Butte en houthakkers in Missoula. Hij ontmoette een collega-zakenman, Daniel Hennessy. Hennessy bezat en exploiteerde een succesvolle winkel in Butte. Met financiële steun van Daly huurde Hennessy de architect Frederick Kees uit Minneapolis in om een van de meest elegante gebouwen van Butte te ontwerpen.
Het warenhuis Hennessy's werd in 1898 geopend. Binnen troffen winkelende mensen marmeren trappen, eikenhouten toonbanken en balustrades van massief brons aan. Klanten vonden allerlei soorten artikelen in 17 verschillende afdelingen, van de kelderverdieping tot en met de eerste drie verdiepingen. Bij de opening van de winkel in Butte werkten er 200 mensen bij Hennessy's. De bovenste verdiepingen van het oorspronkelijke Hennessy-gebouw in Butte werden het hoofdkantoor van de Anaconda Company.

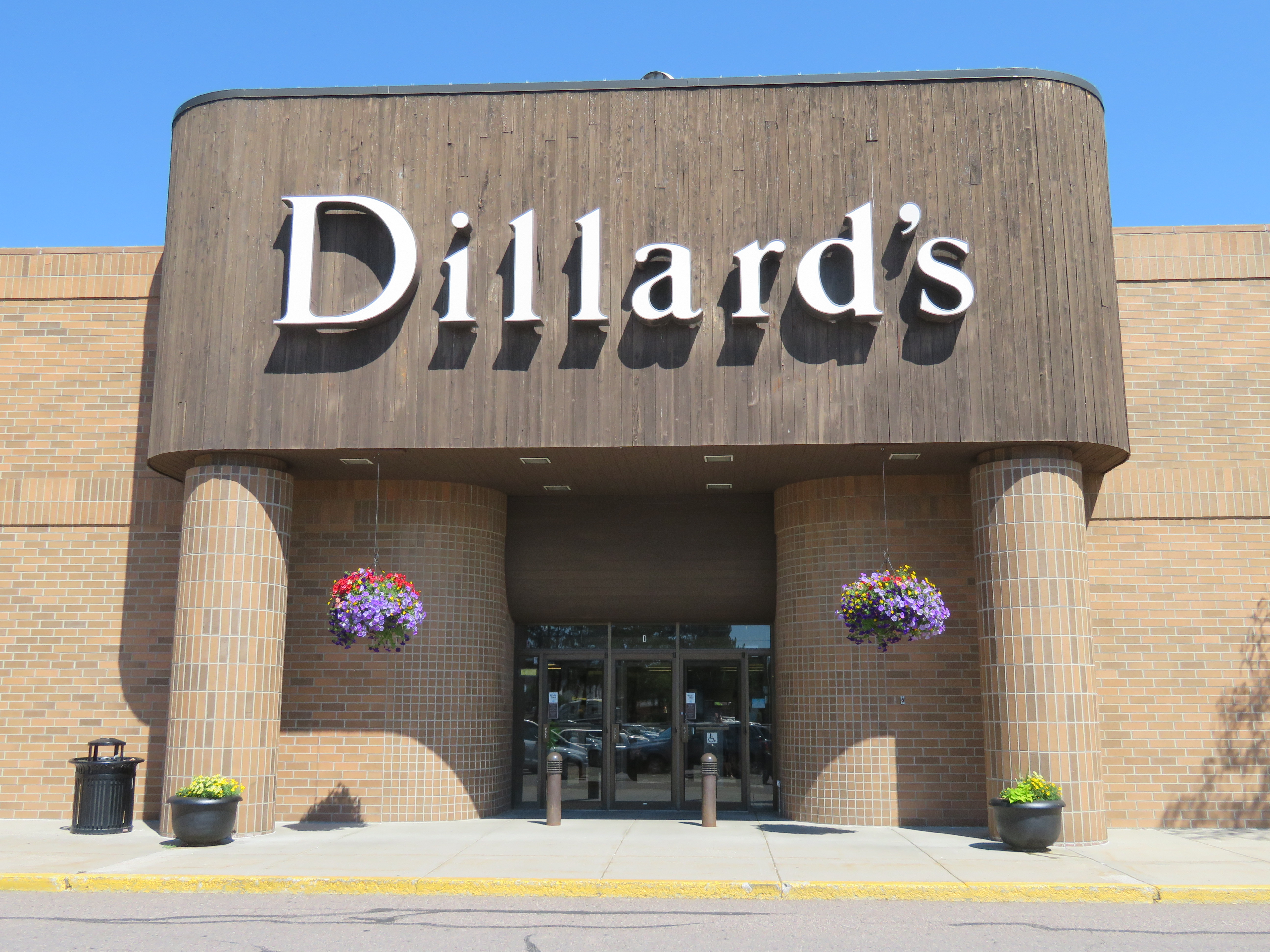
Voormalige Hennessy's-winkel in Southgate Mall in Missoula.

De winkels van Hennessy breidden zich uit van Butte naar locaties in Missoula, Billings en Helena. In de jaren 1970 werd de keten overgenomen door Mercantile Stores en in 1980 verhuisde het hoofdkantoor naar Billings. De warenhuisketen Hennessy's sloot de winkel in Butte in februari 1980 na moeilijke jaren. In 1998 nam Dillard's Mercantile Stores over en werd het naam Hennessy's vervangen door Dillard's. In die tijd had Hennessy's drie winkels in Helena, Billings en Missoula.